# 에브리타임 아이 다이
에브리타임 아이 다이(Every Time I Die)는 미국에서 제작된 로비 마이클 감독의 2019년 스릴러, 미스터리 영화이다. 드류 폰티에로 등이 주연으로 출연하였고 갈 카치르 등이 제작에 참여하였다.

## 출연

### 주연
- 드류 폰티에로
- 마크 멘차카
- 미셸 마세도
- 멜리사 마세도
- 타일러 대쉬 화이트

## 제작진
- 배역: 가브리엘 알마고